# John L. Childs
John L. Childs (11 janvier 1889 - 31 janvier 1985) est un pédagogue américain qui a enseigne au Teachers College de l'Université Columbia.  Il  est aussi une figure du mouvement progressiste New Yorkais des années 1930 aux années 1960. Disciple de John Dewey, il a écrit avec lui l'ouvrage The Educational  Frontier.

## Œuvre
- Education and the Philosophy of Experimentalism, 1931.
- America, Russia, and the Communist Party in the Postwar World (1943) avec Georges Counts
- Education and Morals: An Experimentalist Philosophy of Educatio, 1950.
- American Pragmatism and Education: An Interpretation and Criticism, 1956.